# St-Nazaire (Corme-Royal)

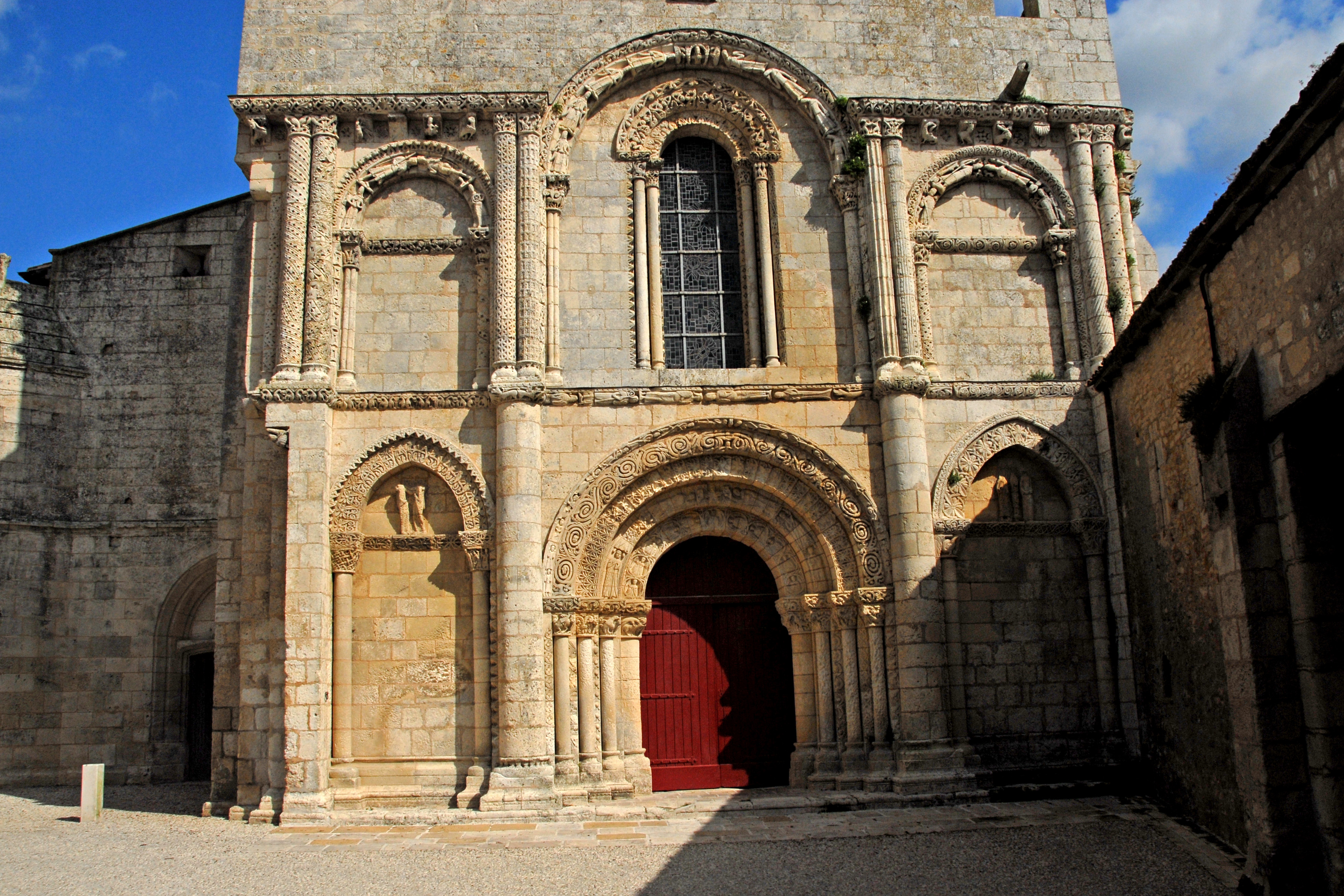
Corme-Royal, Pfarrkirche St.-Nazaire, Westfassade

St-Nazaire de Corme-Royal ist ein Kirchengebäude in der Gemeinde Corme-Royal im Département Charente-Maritime in der Region Nouvelle-Aquitaine, ca. 15 km westlich von Saintes. Inmitten der Ortschaft stößt man auf ein Kleinod der romanischen Kunst der Saintonge, die Pfarrkirche Saint-Nazaire und ihre romanische Fassade.

## Geschichte

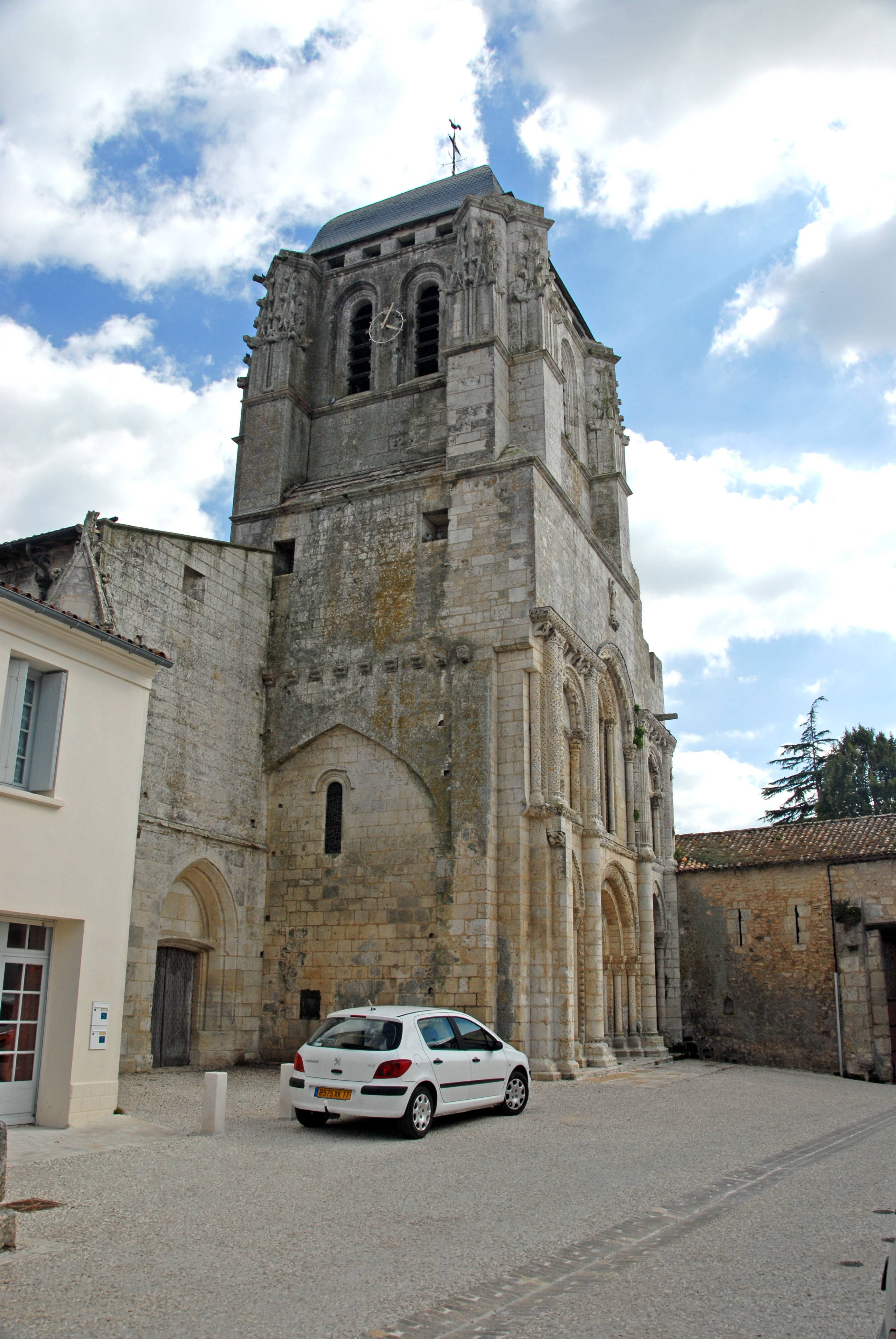
Corme-Royal, St.-Nazaire, Turm von NW

Das Gebiet um Corme-Royal war bereits in der Vor- und Frühgeschichte und in gallo-römischer Zeit besiedelt.
Die Herkunft des Namens Corme-Royal stammt aus der Abhängigkeit Cormes von der Abbaye aux Dames Saintes (quartier du Roy = Quartier des Königs). Die Ortschaft lag in dem großen Wald von Vidre, der sich bis nach Pont-l’Abbé erstreckte, und in weiten Teilen zu Corme gehörte.
Das Priorat Corme-Royal ist eine Stiftung, die es den Benediktinerinnen der Abbaye-des-Dames von Saintes als Tochterkloster unterstellte. Dieses Priorat wurde „Maison des Champs“ = „Haus der Felder“ genannt und war gleichzeitig ein Hospiz zur Genesung erkrankter Klosterbewohner von Saintes.
Aus seiner Kapelle wurde die Prioratskirche und heutige Pfarrkirche Saint-Nazaire. Die achtteiligen Kreuzrippengewölbe im Bauabschnitt zwischen dem romanischen Ostflügel und dem Turm sind ein Zeugnis der Gotik und damit offensichtlich dem 13. Jh. zuzuordnen. Es sind keine Hinweise darüber bekannt, ob es sich dabei um einen Ersatzbau oder den Umbau eines Vorgängers handelt.
Corme-Royal musste die schrecklichen Angriffe des Hundertjährigen Kriegs und der Religionskriege über sich ergehen lassen, deren Gewalt und Brandschatzungen Werte zerstörten, die nie wieder hergestellt werden konnten.
Die Unruhen der Französischen Revolution betrafen auch Corme, vor allem Angehörige des Klosters und der Adelsfamilien. In der Niederschrift einer Beratung aus dem Jahr 4 der République wurde der Ort „Corme La Forest“ = „Corme, im Wald“ genannt, in dem der Verkauf von Bauwerken oder deren Ruinen als Nationalgut zum Abbruch dokumentiert ist.

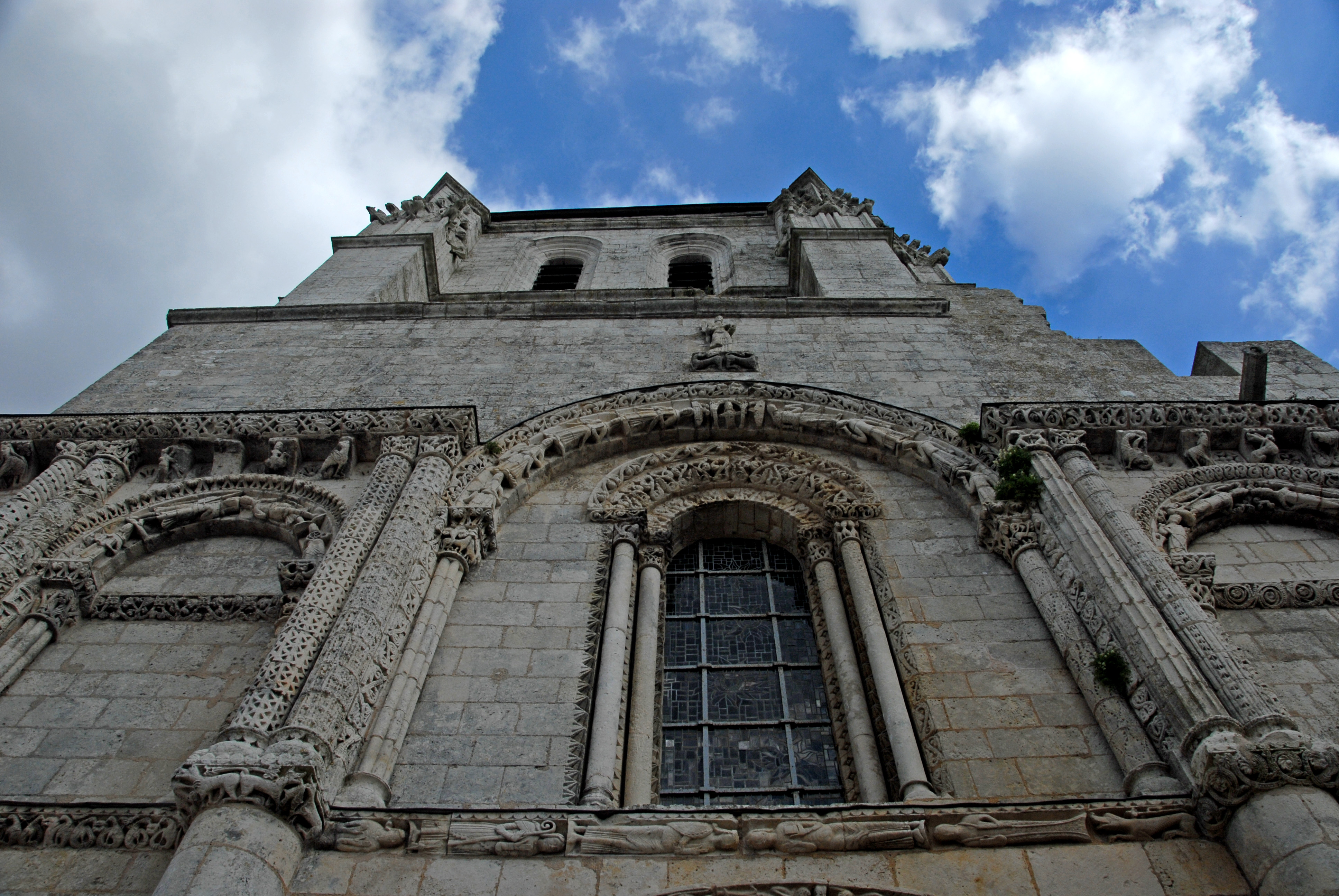
Corme-Royal, St.-Nazaire, Turm Westseite

Von dem ehemaligen Priorat übrig geblieben ist noch ein Portal abseits der Kirche, dessen Abschluss mit einem Wappen der Äbtissin von Saintes verziert ist, und damit auf seine historischen Spuren hinweist.
Die Kirche aus dem 12. Jahrhundert musste im Laufe der Jahre viele Umgestaltungen über sich ergehen lassen.
Die Fassade ist bemerkenswert für die Fülle und Qualität ihrer Skulpturen. Sie gilt als eine der schönsten der Saintonge und wurde 1907 unter Denkmalschutz gesellt.

## Pfarrkirche Saint-Nazaire

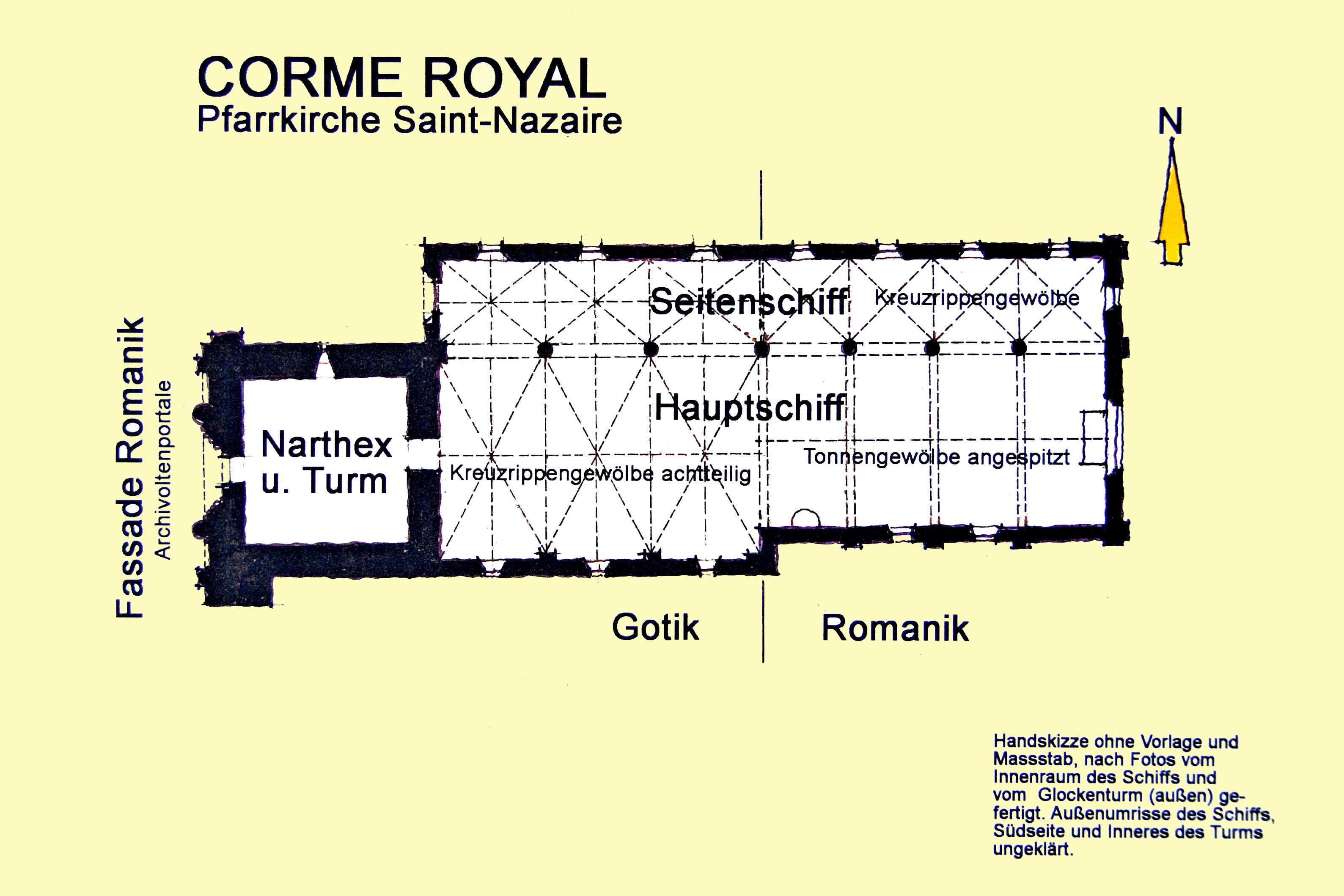
Corme-Royal, Pfarrkirche Saint-Nazaire, Grundriss

Die Kirche gehörte zum Tochterpriorat der Benediktinerinnen von Saintes. Dieser Umstand ließ die Verantwortlichen über ausreichende Mittel verfügen, die Fassade so üppig mit aufwändigster Skulptur der besten Steinmetze der Zeit auszustatten.

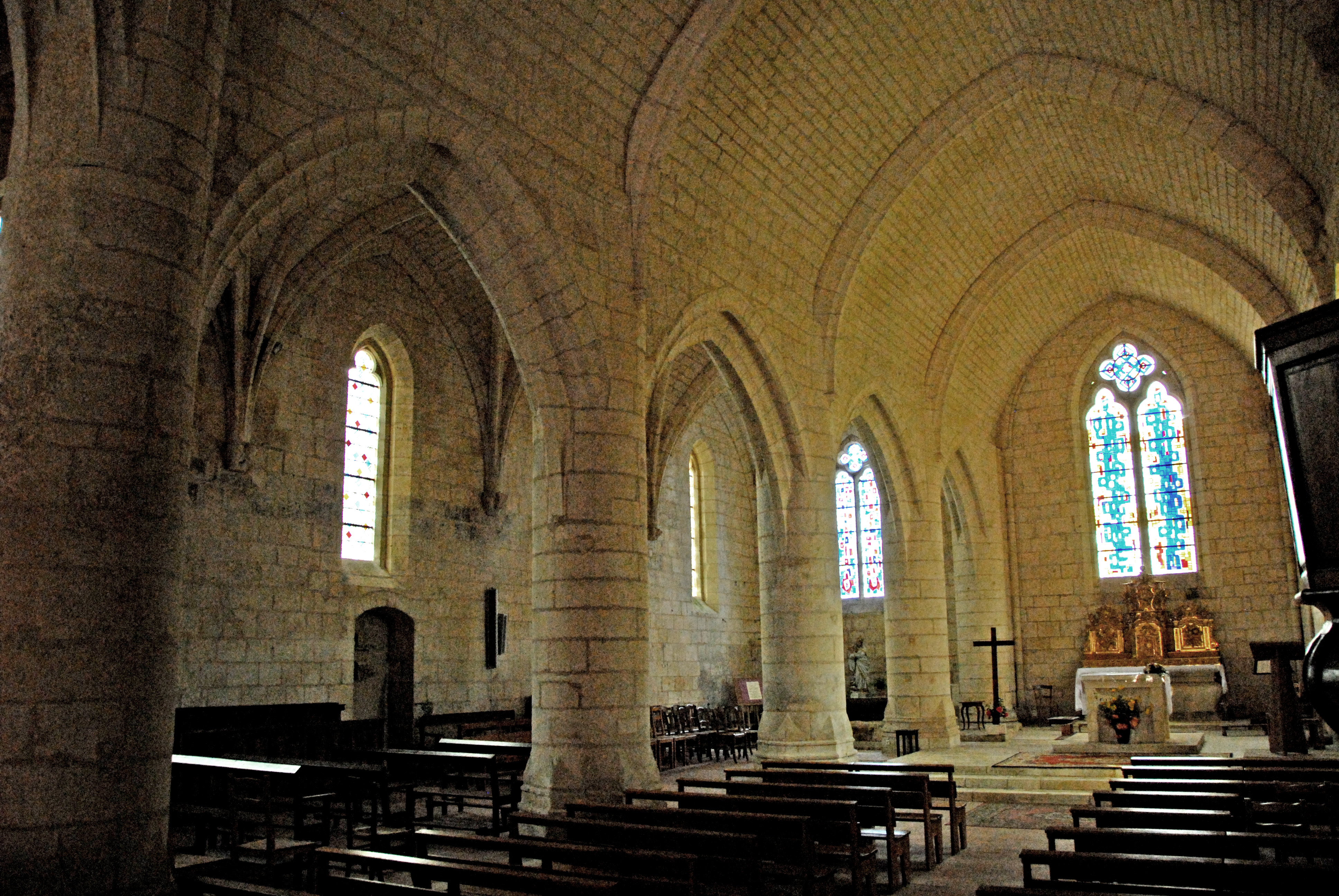
Corme-Royal, St.-Nazaire, romanisches Hauptschiff und Seitenschiff

### Inneres
Das heutige Langhaus besteht aus einem Hauptschiff und einem nördlichen Seitenschiff. Die Gesamtlänge ist in sieben Joche unterteilt. Es gibt weder ein Querhaus, noch einen Chor mit erkennbarem Wechsel der Raumdimensionen.
Ein Versatz im Grundriss und ein Wechsel der Gewölbestrukturen und deren Höhen lässt eine Zäsur in den Stilrichtungen und in der zeitlichen Abfolge der Ausführung erkennen. Der östliche Bauabschnitt aus den Jochen 4 bis 7 ist gegen Ende der Romanik einzuordnen. Das Hauptschiff wird überwölbt durch eine angespitzte Tonne, außer den Wänden getragen von profilierten Gurtbögen. Das Seitenschiff wird überdeckt von einem einfachen vierteiligen Kreuzrippengewölbe. Die Trennung zwischen den beiden Schiffen besteht aus einer dicken Scheidewand mit angespitzten profilierten Scheidbögen auf den massiven Rundstützen aufgelagert.

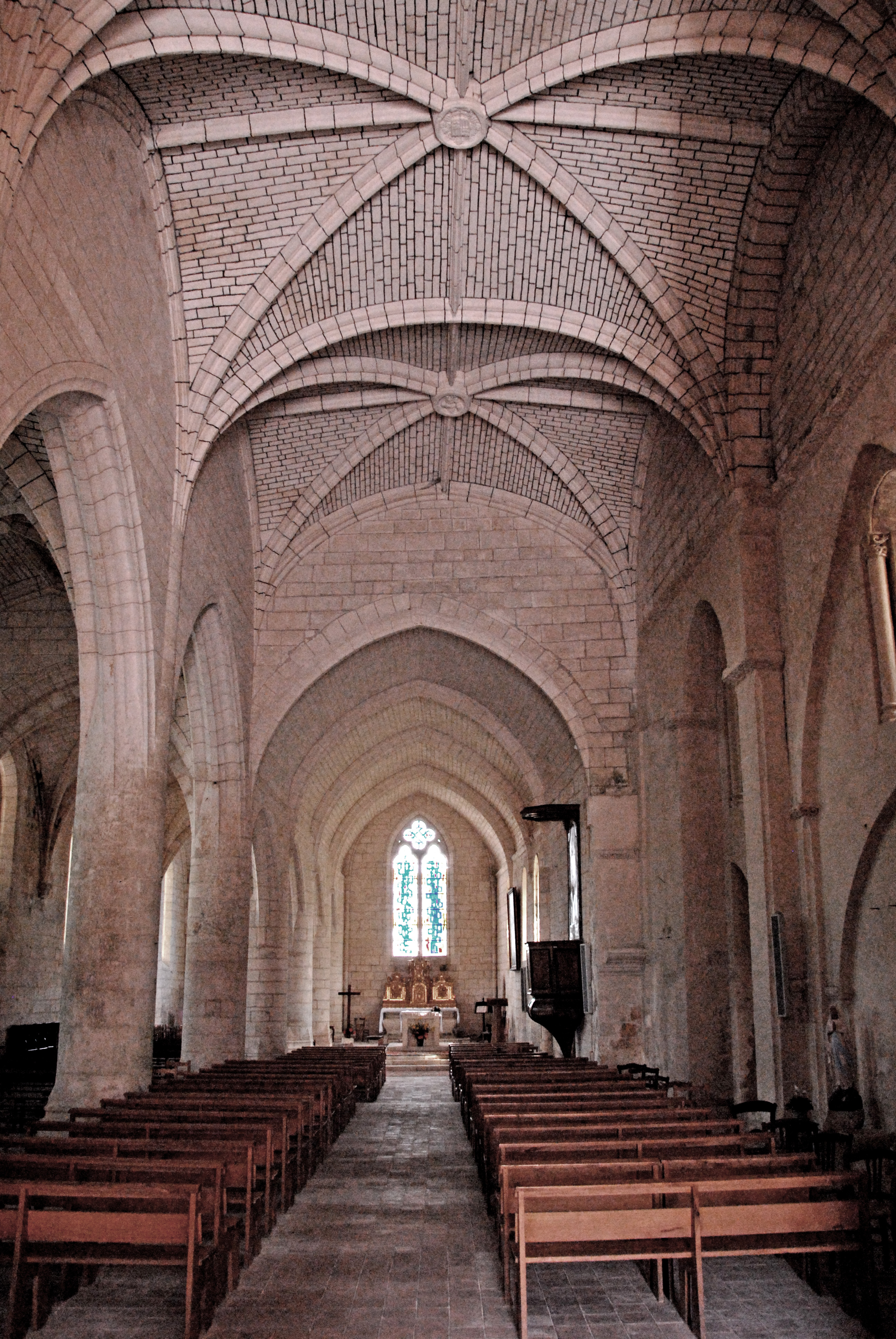
Corme-Royal, St.-Nazaire, aus gotischem Hauptschiff

Die Reihe der vorgenannten Stützen setzt sich fort über die Joche 3 bis 1, mit der Scheidewand und deren spitzen Scheidbögen, in etwas größerer Höhe und Stützweite, bis an den Turm. Dieser breitere Bauabschnitt ist der frühen Gotik zuzuordnen. Die Einwölbung beider Schiffe erfolgt hier in größerer Höhe mit achtteiligen Kreuzrippengewölben auf rechteckigen Grundrissen, ohne jeden Gurtbogen.
Alle konstruktiven Elemente, Wände, Gewölbe, Gurtbögen und Rippen sind steinsichtig aus hellem Natursteinmauerwerk. Alle Fensteröffnungen haben glatte, leicht schräge Leibungen und Spitzbögen, außer den beiden Rundbogenfenstern in der Südwand des romanischen Bauabschnitts.
Das im 18. Jahrhundert geschaffene Taufbecken aus Stein und der zugehörige Deckel aus Kupfer mit einem Kreuz sind seit 1981 als Monument historique klassifiziert. Es besitzt einen dreistufigen Sockel auf dem eine Säule das Becken mit überstehenden Rand und einem Relief als Dekoration trägt.

### Äußere Gestalt
Entsprechend dem einfachen, kaum differenzierten Grundriss, trägt das Langhaus ein flach geneigtes Satteldach, das alle Bauteile überdeckt.
Der gewaltige, alles überragende Turm mit der berühmten Fassade steht in der südöstlichen Ecke des dreiseitig mit geschlossener Bebauung eingefassten Platzes der Akazien. Von dort sieht man von der Kirche nur ihn und eine kleine Ecke des nördlichen Seitenschiffs.
Der im Grundriss quadratische Turm ist zentriert auf die Breite des Hauptschiffs. In Höhe der beiden Geschosse seiner Fassade ist er „künstlich“ nach Süden hin verbreitert worden, um die in der Romanischen Saintonge gewohnte Fassadenausdehnung und deren Gliederung unterbringen zu können. Das bedeutet aber, dass im Gesamtüberblick die oberen Stockwerke des Turms nicht zentrisch über der Fassade angeordnet sind.

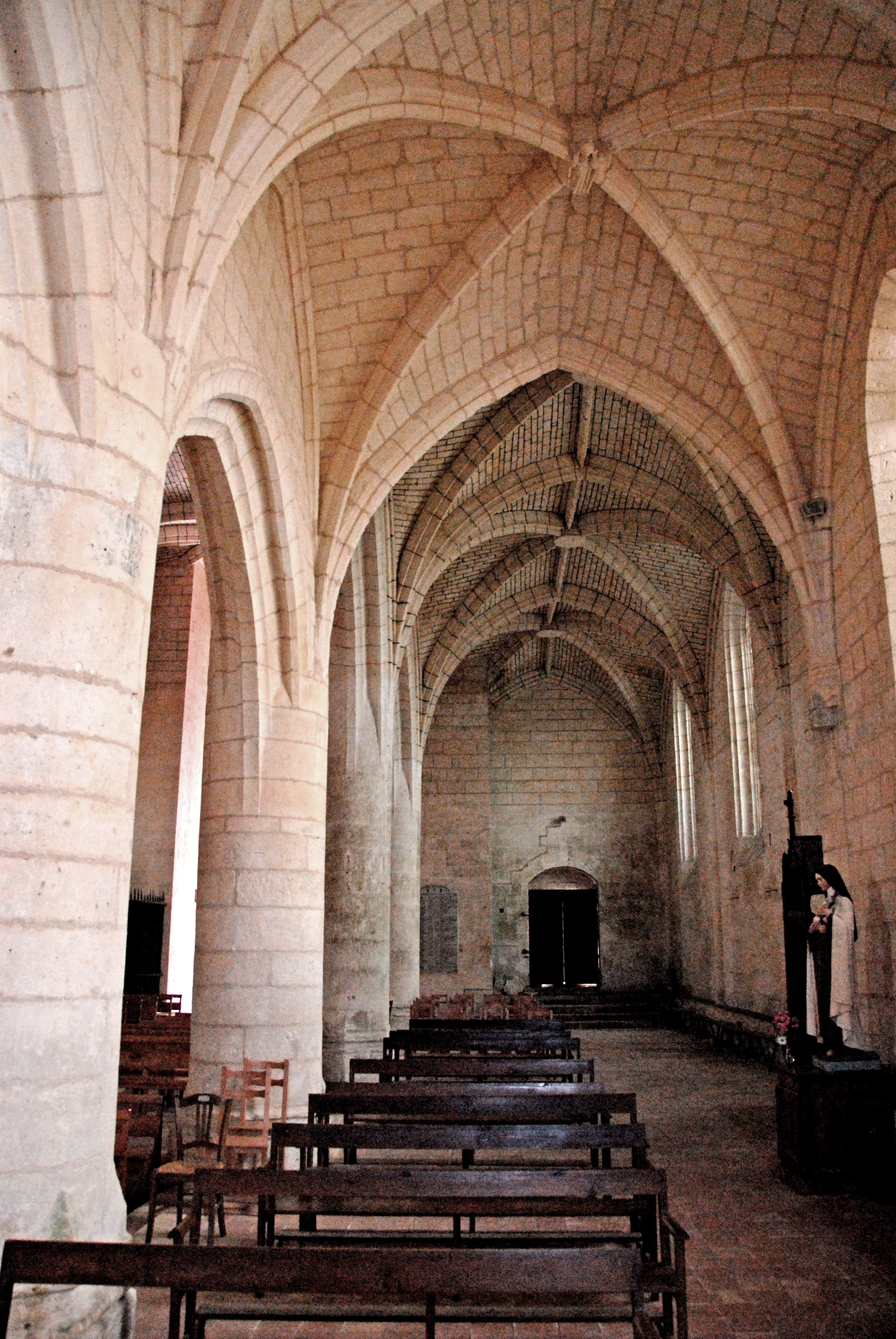
Corme-Royal, St.-Nazaire, Seitenschiff nach hinten

Über den beiden Geschossen der Fassade, die durch Stützvorlagen noch breiter wirkt, folgt ein Geschoss ohne jegliche Binnengliederung in glattem nicht strukturiertem Naturstein-Blockmauerwerk. Darüber verjüngt sich der quadratische Grundriss beträchtlich, durch einen Rückversatz mit nach außen stark geneigter Abdeckung. Der dann beginnende oberste Abschnitt des Turmes wird auf den Ecken mit je zwei Pfeilervorlagen bestückt, die im weiteren Verlauf nach oben verdreht und in dünnere spitze Türmchen aufgelöst werden, die mit Skulpturen und Kreuzblumen bekrönt sind.
In diesem letzten gemauerten Abschnitt gibt es noch ein waagerechtes, schmales, um alle Bauteile herum laufendes Gesims, auf dem je Seite zwei schlanke Schallluken mit Rundbögen und profilierten Gewänden stehen. Ganz oben auf, mit etwas Abstand, thront ein flacher, barock geschwungener Turmhelm, der mit grauen Schindeln eingedeckt ist.

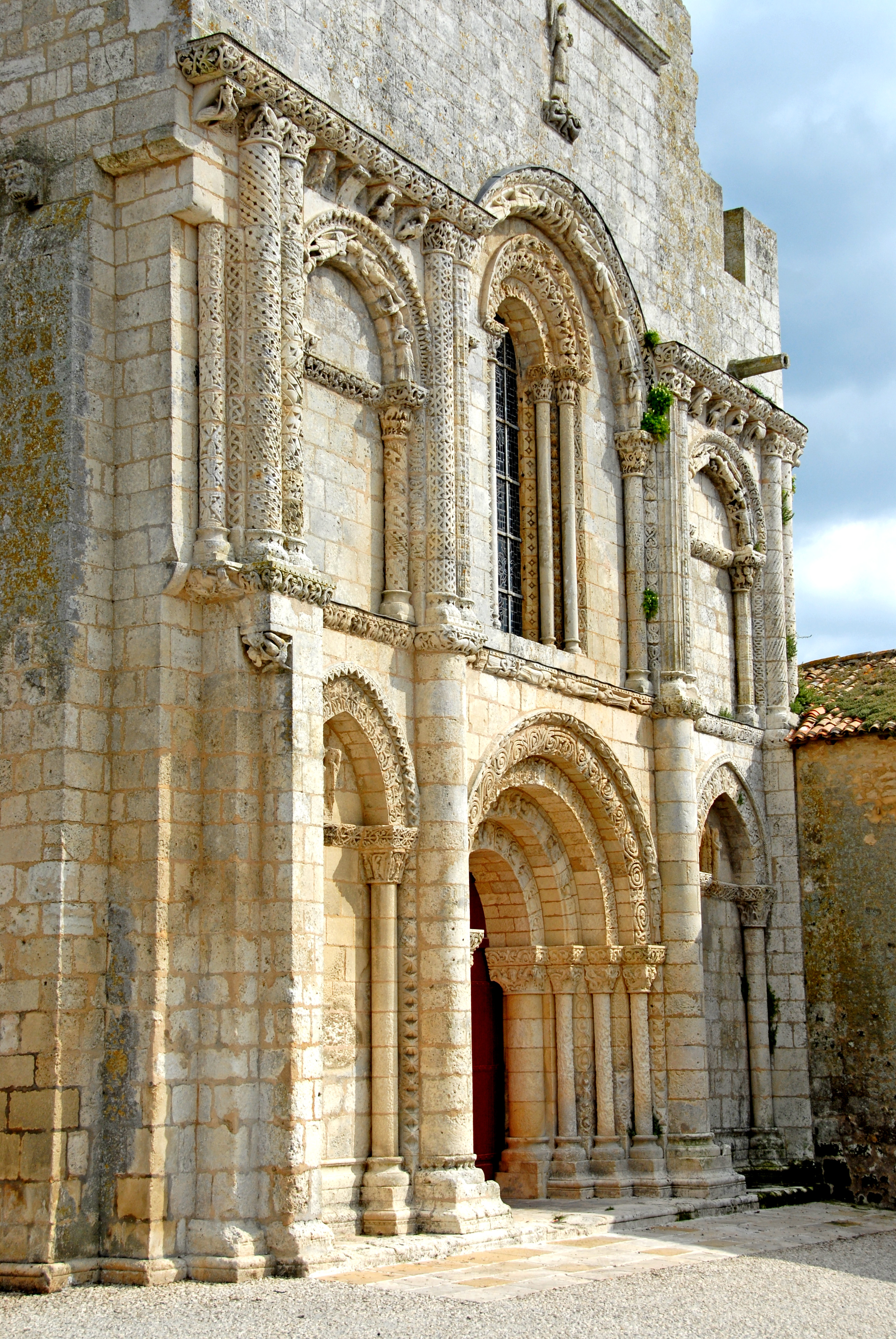
Corme-Royal, Fassade von NW

## Westfassade
Ihren kunsthistorischen Rang verdankt Saint-Nazaire ihrer romanischen Fassade.

### Gliederung
Die Grobgliederung entspricht dem in der romanischen Baukunst der Saintonge weit verbreiteten Schema aus zwei Geschossen, die wiederum in drei Abschnitte vertikal unterteilt sind. Das Erdgeschoss ist geringfügig höher als das Obergeschoss. Der mittlere Vertikalabschnitt ist deutlich breiter als die flankierenden Abschnitte, etwa im Verhältnis 2 : 1. Das Niveau des Kirchenbodens ist kaum höher als eine Stufe über der Platzfläche.

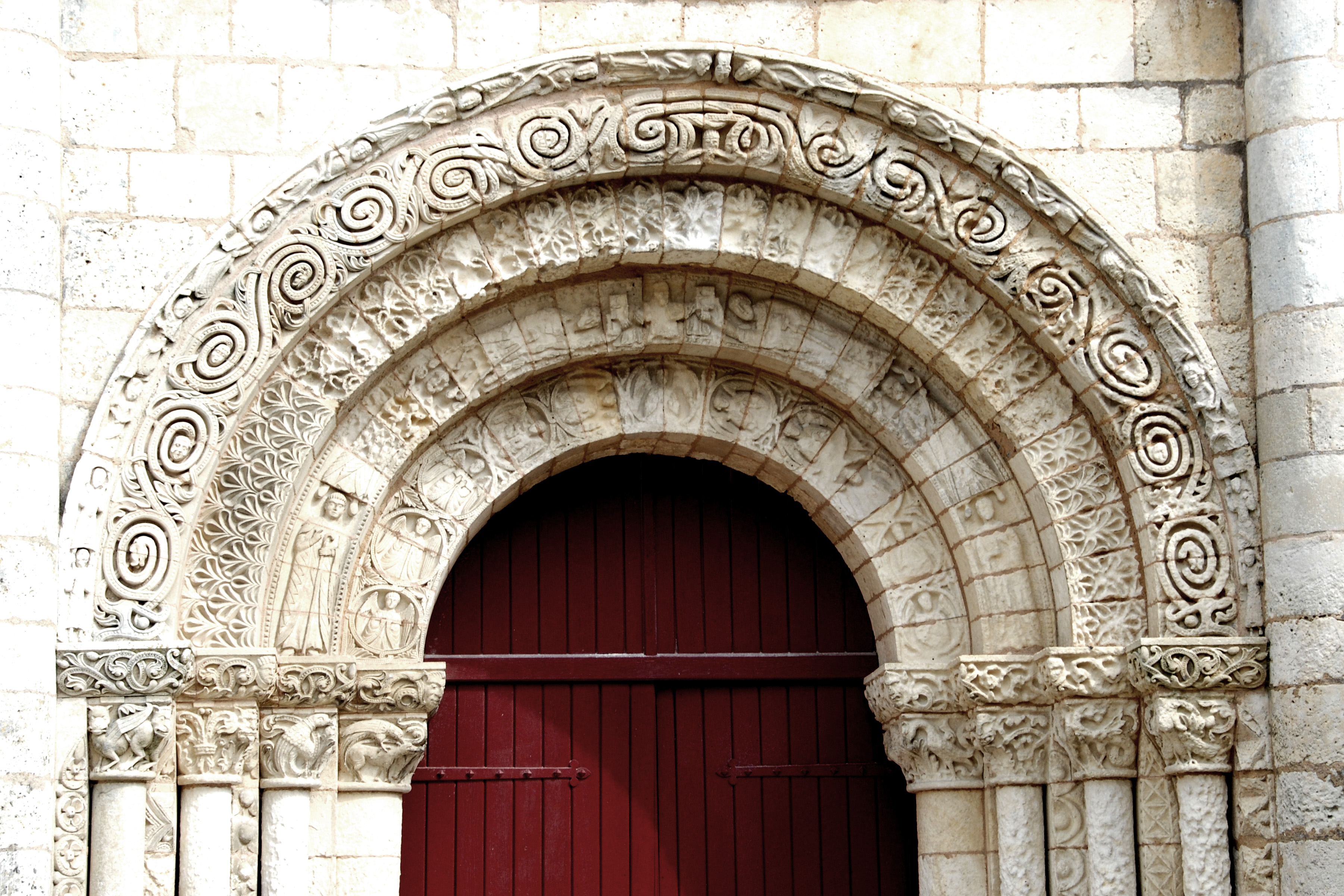
Corme-Royal, Archivoltenportal

Die waagerechte Unterteilung der Geschosse wird durch ein gering ausladendes Gesimsband markiert. Der obere Abschluss des Obergeschosses hat in den Seitenfeldern wiederum ein stark ausladendes Gesims auf Kragsteinen, mit dem die Kapitelle der Säulen mehr als abgedeckt werden. Das Mittelfeld ist mit einer großen Archivolte in ganzer Feldbreite überspannt.
Die vertikale Teilung übernehmen im Erdgeschoss beidseitig des Portals kräftige, mehr als die Querschnittshälfte vortretende Rundsäulen und vor der Fassadenecke rechtwinklige Pfeilervorlagen. Im Obergeschoss teilen jeweils erheblich schmalere Rundsäulenpaare die Fassadenfelder.

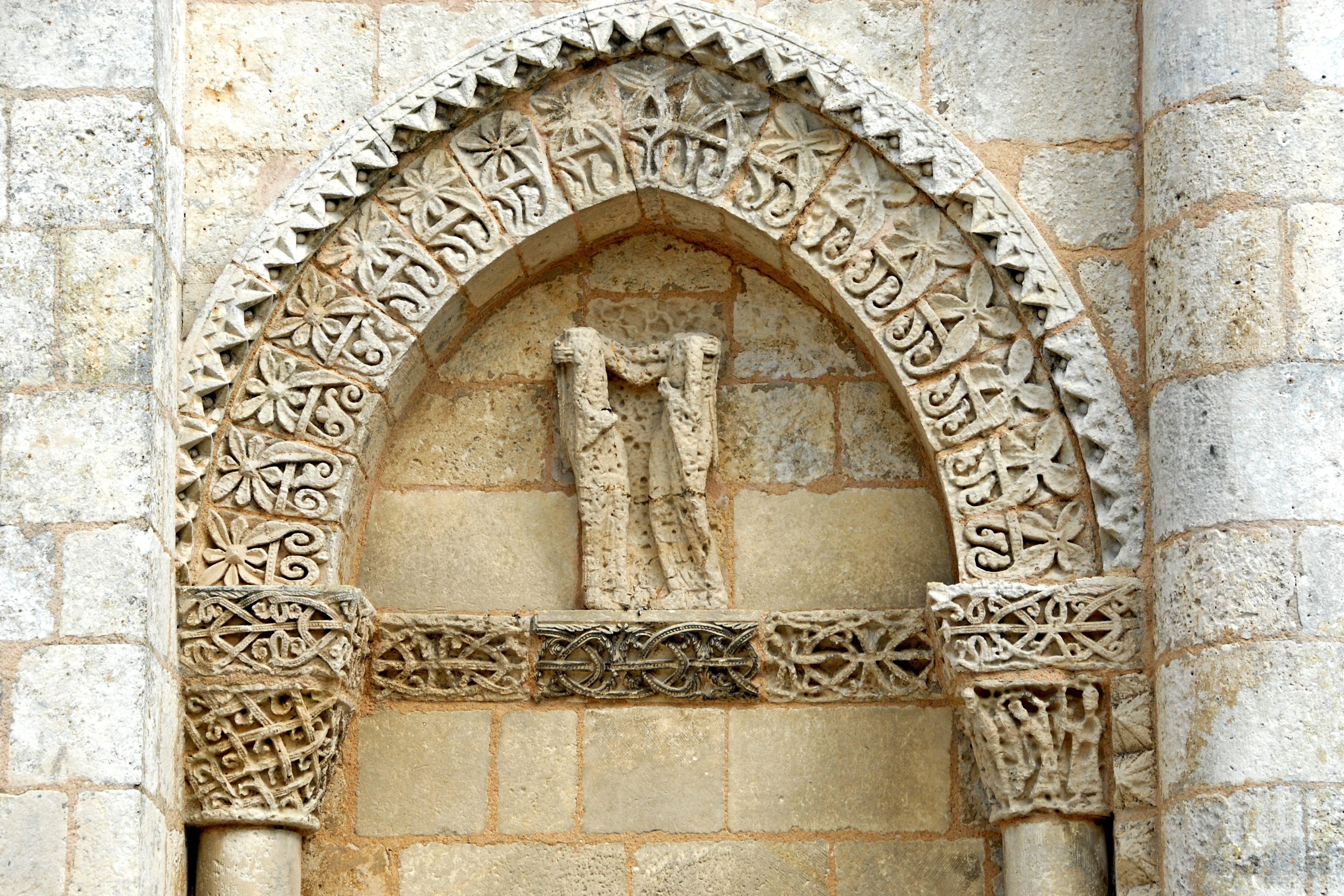
Corme-Royal, Scheinportal links

Zentrum des Erdgeschosses ist ein vierfach gestuftes Archivoltenportal, ohne Bogenknick und ohne Tympanon, das die Breite zwischen den Säulen ganz ausfüllt. Die äußeren Felder werden von Blindportalen mit einstufigen Archivolten mit angespitzten Bögen ausgefüllt.
Das zweistufige schlanke Archivoltenfenster mit Rundbögen reicht fast bis unter den großen Archivoltenbogen des Mittelfeldes und füllt das Feld etwa zu einem Drittel der Feldbreite. Die einstufigen Archivolten – Blindfenster füllen die Seitenfelder gänzlich aus.

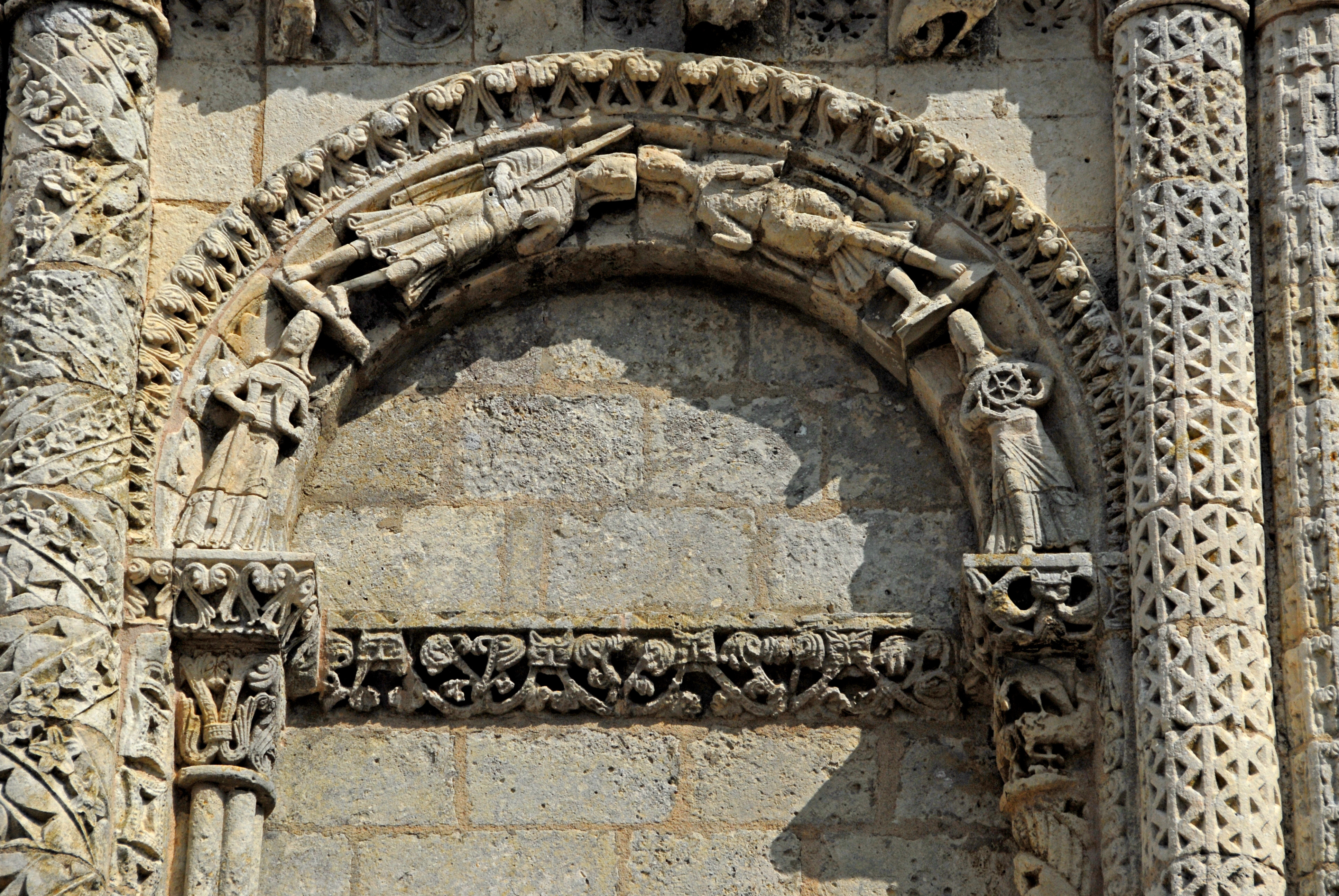
Corme-Royal, Blindfenster links

### Feinstruktur
Aus glatten Natursteinoberflächen im Blockverband sind lediglich die verbleibenden Zwickel und Restfelder, die keine Archivoltenportale und -fenster und deren Blindvarianten sind. Ebenso nicht strukturiert sind die Innenflächen der Blindfenster, ausgenommen die Tympana im Erdgeschoss, die beiden dicken Säulenschäfte neben dem Hauptportal und die äußeren Pfeilervorlagen.
Die übrige Fassade ist ornamental strukturiert, im Wesentlichen aber figural skulptiert. Dabei hat man bei Umfang und Qualität der Skulptur nicht wie sonst üblich differenziert zwischen blicknahem Erdgeschoss und entfernterem Obergeschoss. Die Archivolten oder Gesimse im Obergeschoss sind hier genauso reichhaltig und feingliedrig wie diejenigen knapp über Augenhöhe des Erdgeschosses. Ganz oben sind die Höhepunkte der Fassade genau so vertreten wie weiter unten.

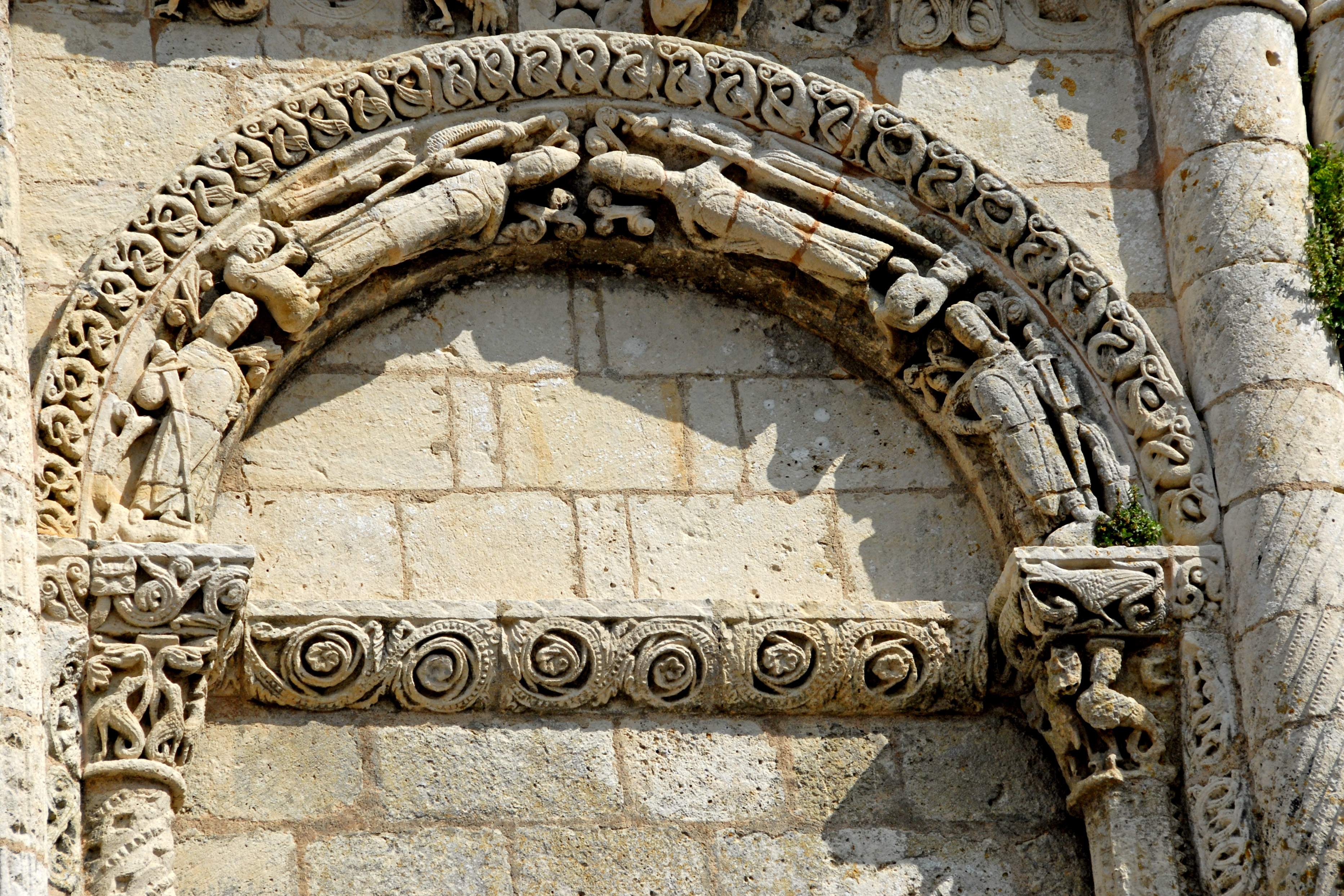
Corme-Royal, Blindfenster rechts

Die Säulenschäfte der Doppelstützen im Obergeschoss sind überwuchert von Spiralbändern, Kreuzbändern, aufwändigen Blattmotiven, Rosetten, Zahnschnitt und breiteren und ganz schmalen Kannelierungen. Jede der acht Stützen und sechs Archivolten-Stützen im Obergeschoss hat eine andere Struktur.
Zu den „einfacheren“ Motiven zählen die plastische Bearbeitung der Sichtflächen der Gesimse oder ähnliche Bauteile aus Bändern mit pflanzlichen Strukturen. Die sind in den Zwischenräumen so tief und vollplastisch herausgearbeitet, dass man Hohlräume hinter den Ranken vermutet.
Die Kragsteine unter den Gesimsen sind als vollplastische Skulpturen von Tieren, Fabelwesen und Karikaturen ausgebildet, beispielsweise als Vogelkörper mit menschlichem Gesicht und Krone auf dem Kopf.
Die Krönung unter den Gesimsen ist das über dem Hauptportal mit liegenden menschlichen Figuren, obgleich sie stehend dargestellt sind, ähnlich wie bei den Archivoltenbögen bei tangentialer Anordnung. Die Körper sind übertrieben stark in die Länge gezogen und passen so auf die Gesimsbänder. In der Gotik gibt es ähnliche Längendehnungen, etwa bei Portalskulpturen.
Das Hauptportal hat stirnseitig vier gestaltete Archivolten. Die innere Archivolte wird von elf Reliefs in Kreisringform geschmückt, darin je ein Engel mit ausgebreiteten Flügeln und erhobenen Händen, in radialer Anordnung.

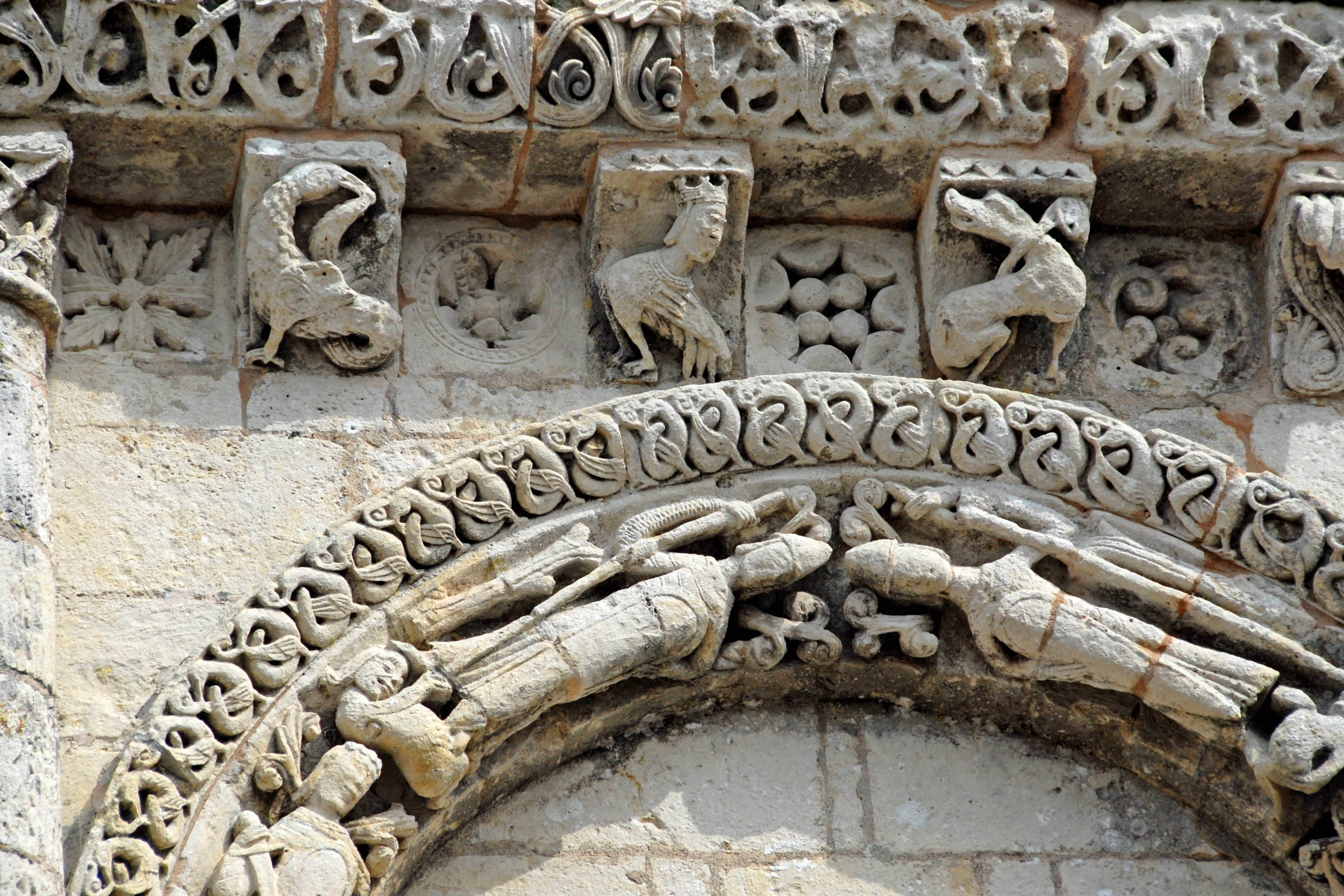
Corme-Royal, Archivoltenscheitel Blindf. rechts und Kraggesims

Die folgende als Relief gestaltete Archivolte zeigt in tangentialer Anordnung sechs Personen. Die beiden unteren können als Mönche identifiziert werden, sofort erkennbar an ihrer Tonsur. Sie halten Stäbe in ihren Händen, mit um 180 Grad gekrümmtem Ende, vom Boden etwa bis in Brusthöhe reichend. Die nächsten beiden Skulpturen sind vermutlich Bischöfe, erkennbar an ihren repräsentativen Krummstäben, weit über Schulterhöhe reichend. Die obersten beiden Personen sind stark verwittert und nicht näher einzuordnen. Mit einer Hand ergreifen beide je ein Buch, das ihnen von Christus (Oberkörper) mit ausgestreckten Armen gereicht wird.
Die Szene könnte vielleicht bedeuten: Christus überreicht die Lehre (Bücher, altes und neues Testament) an ihre Vermittler auf Erden, den Priestern des Klerus.
Die dritte Archivolte ist mit feinem Blattornament geschmückt. Auf der letzten Archivolte sieht man rankende Pflanzen, Ranken, die sich paarweise spiralförmig zusammenrollen, die Zwickel schließen Blätter mit gezackten Rändern.
Ganz außen und über die vierte Archivolte vorspringend gibt es noch ein schmales Band mit Darstellung von nach oben zur Mitte strebenden Menschen, begleitet von feinen Ranken. Die vier unteren Personen stehen auf den Schultern der ihnen folgenden. Im Scheitel, neben den Köpfen der ersten Personen, befindet sich ein kleiner einzelner Kopf im gleichen Maßstab.
Die Archivoltenkapitelle sind mit Szenen aus der Tierwelt, besonders mit Vögeln geschmückt. Die Kämpferplatten sind außergewöhnlich dick und ihre Sichtseiten wie die Gesimse pflanzlich gestaltet. Zwischen den glatten Rundsäulen sind kantige Begleitstäbe mit Pflanzenornamenten eingestellt.

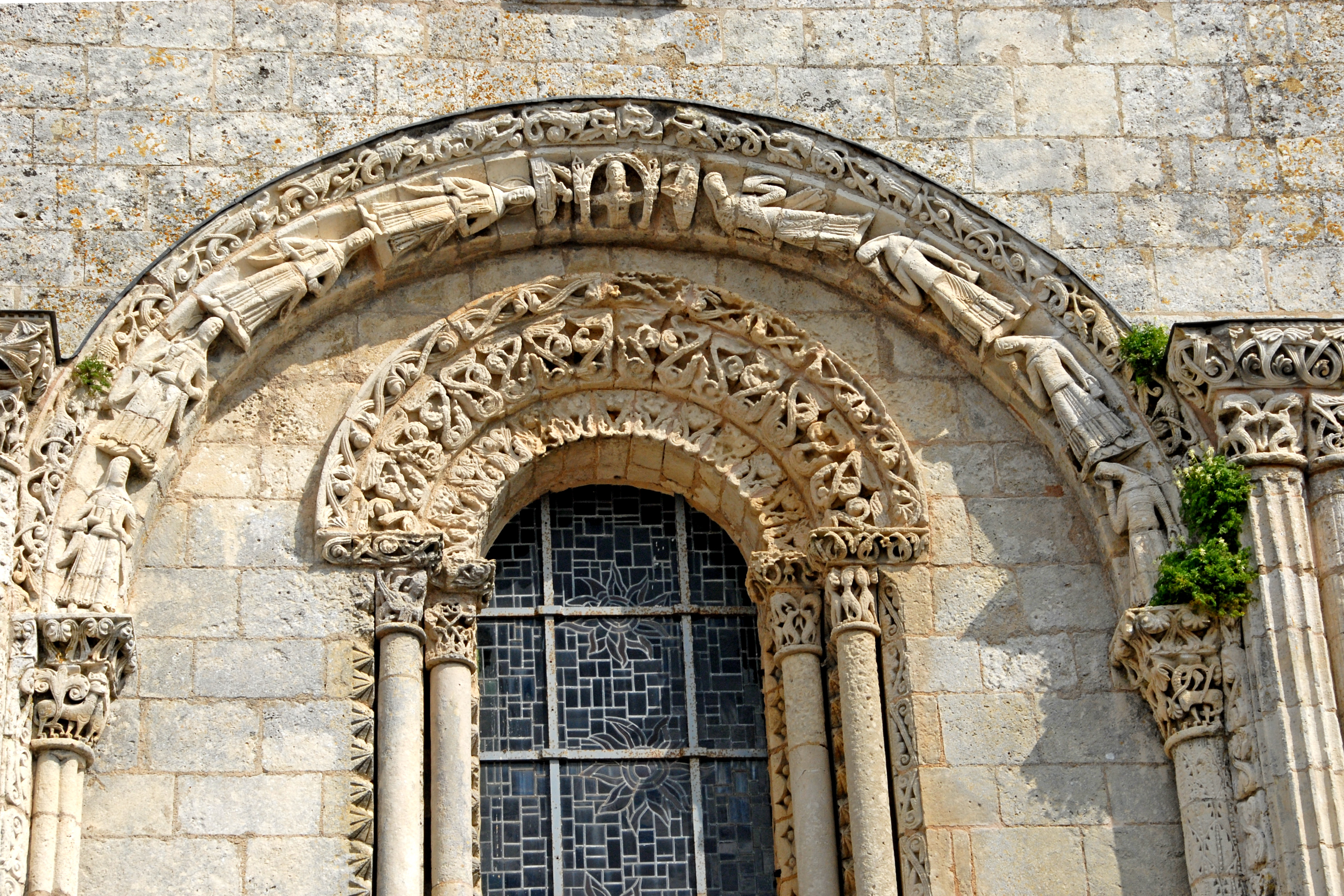
Corme-Royal, Archivoltenfenster und große Archivolte

Die beiden Scheinportale ähneln sich untereinander sehr. Die Stirnseite der Archivolte, die Kämpfer, Kapitelle und das Band unter dem Tympanon weisen alle Pflanzenornamente auf, in feingliedriger Ausführung von höchster Qualität. Nur je ein Kapitell, jeweils rechts, zeigt kleine Menschengruppen.
Die beiden Tympana enthalten Skulpturen je eines Menschenpaars. Die Figuren sind stark verwittert und haben keine Köpfe. Das Paar im linken Tympanon wird als Heimsuchungsgruppe gedeutet. Das rechte Paar lässt sich bisher nicht deuten.
Das mittlere Fenster hat zwei Archivolten und zusätzlich ein äußeres auskragendes schmaleres Band. Alle Stirnseiten, Kämpfer und Kapitelle tragen pflanzliche Ornamentik. Gleiches gilt für die Begleiter der dünnen Stützenpaare.
Die große Archivolte überdeckt mit etwas Abstand zum Archivoltenfenster das ganze Mittelfeld. Hier wird das Thema vom „Gleichnis der klugen und törichten Jungfrauen“ vorgetragen, eines der häufigsten in der romanischen Baukunst der Saintonge.

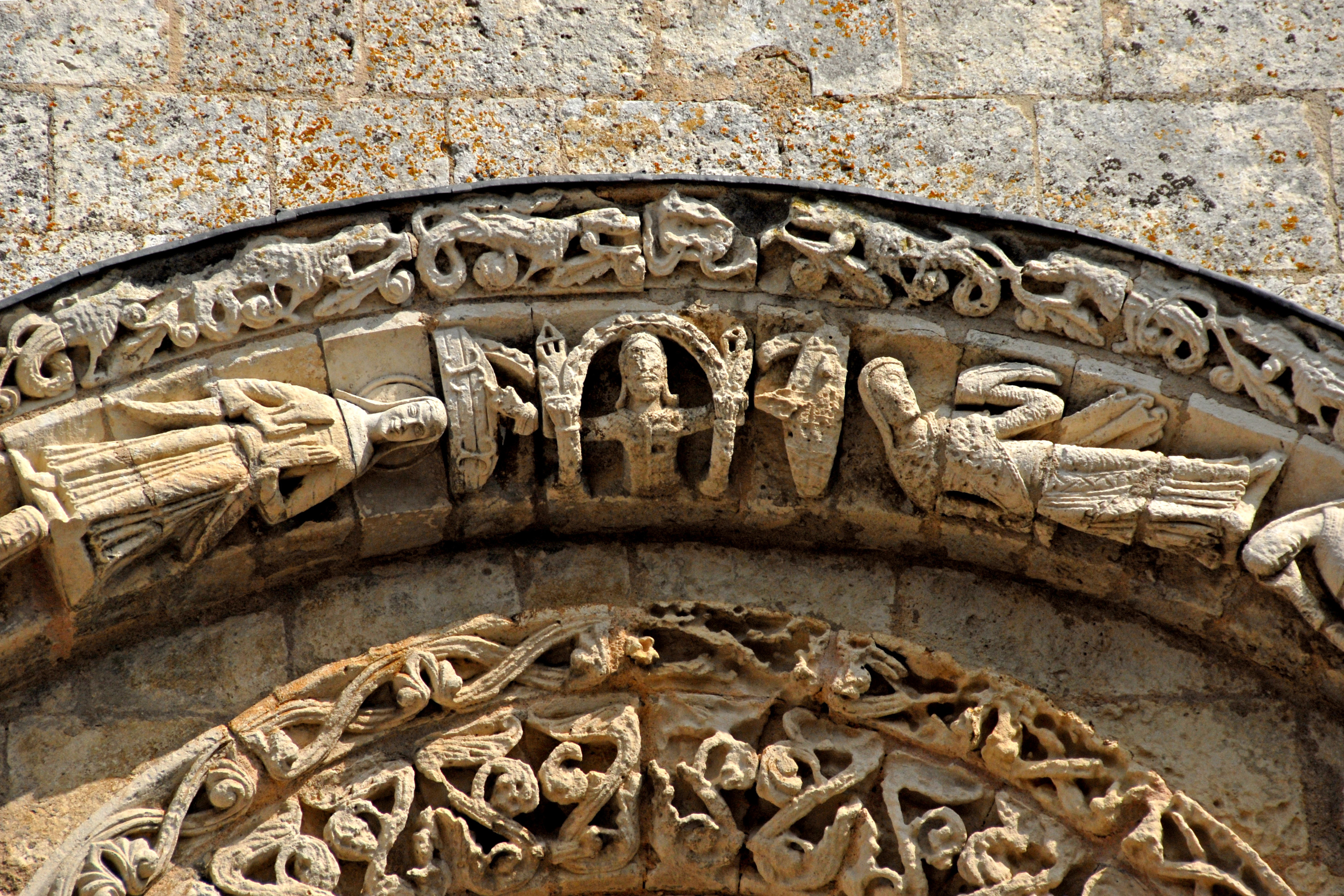
Corme-Royal, große Archivolte, Scheitel

Im Bogenscheitel der Oberkörper Christi, mit ausgebreiteten Armen auf die Himmelstüren weisend, die von ihm aus rechte ist geöffnet, die linke geschlossen. Auf seiner rechten Seite streben aufrechten Hauptes vier „kluge Jungfrauen“ der offenen Tür entgegen. Sie tragen in einer Hand ein kelchartiges Gefäß, eine Öllampe in Funktion, die andere ist wie zum Gruß erhoben. Die oberste trägt einen kreisrunden Nimbus.
Auf seiner linken Seite stehen vier „törichte Jungfrauen“, ihr Haupt betrübt gesenkt und mit einer Hand abgestützt, in der anderen Hand das gleiche Gefäß, aber weit nach unten herabhängend, als Hinweis dafür, dass sie das Lampenöl verschwendet haben und die Lampe leer ist.
Von außen umfasst die große Archivolte ein zusätzliches auskragendes Band mit Skulpturen von tierischen Fantasiegestalten, begleitet von Ranken und Blättern.
Die Kapitelle, deren Kämpfer und die Säulenbegleiter zeigen wieder tierische und pflanzliche Skulptur.

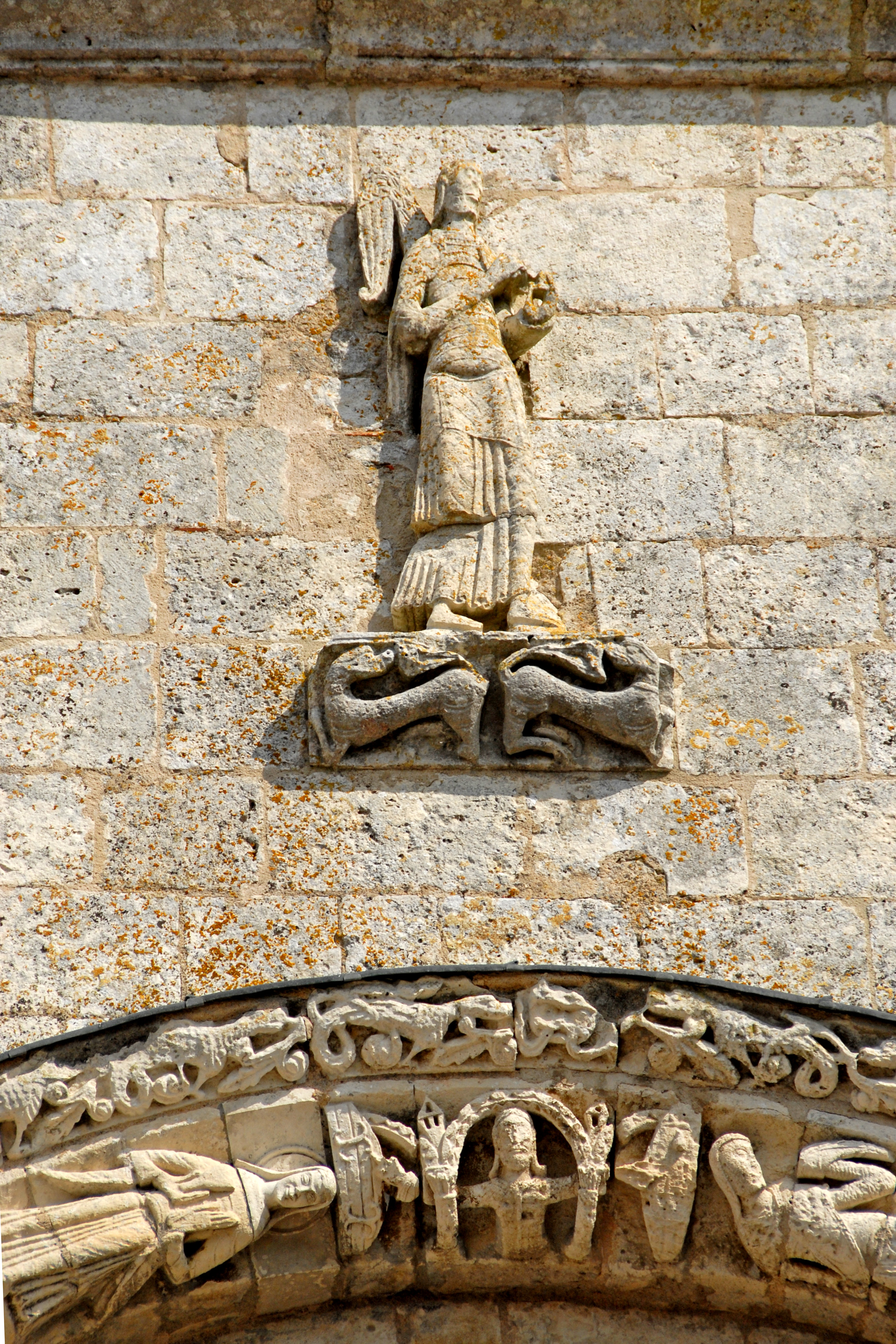
Corme-Royal, großer Engel auf Freifläche über dem Obergeschoss

Das linke Archivolten – Blindfenster zeigt auf seiner Stirnarchivolte vier Personen in tangentialer Anordnung. Links der Mitte steht (fast liegend) ein Mann, sein Schwert mit der Rechten erhoben und an seiner Schulter angelehnt, die Linke ist nach unten abgewinkelt. Er trägt einen Brustpanzer mit Überwurf und einen gerade über die Knie reichenden Rock. Seine Haartracht ist schulterlang. Rechts der Mitte steht eine Frau, beide Hände in abwehrender Geste erhoben. Ihr glockiger Rock ist oberhalb der Kniehöhe zusammengebunden und reicht nicht mehr bis zu den Füßen. Den beiden oberen Personen fehlt ein Stück ihrer Hirnschale oberhalb der Stirn, oder eine Kopfabdeckung. Sie stoßen aber mit den Kopfstümpfen gegeneinander. Unten links steht eine Frau mit fußlanger Bekleidung, in ihrer Rechten ein schweres Handwerkszeug mit langem Stiel, etwa eine Axt oder ein großer Hammer. Sie erhebt die linke Hand. Unter rechts steht wieder eine Frau in fußlanger Kleidung mit einem hölzernen Speichenrad in den Händen. Aus der Radfelge ragen gekrümmte Spitzen heraus. Alle Personen tragen keine Schuhe. Es ist sehr wahrscheinlich, dass es sich bei den Dargestellten um Märtyrer handelt, die durch Gestik und Zubehör ihre Todesart demonstrieren. Das Speichenrad ist vermutlich ein im Mittelalter übliches Folterinstrument.
Die Stirnseite des rechten Archivolten – Blindfensters trägt ein weiteres der häufigsten in der romanischen Baukunst der Saintonge bekannten Themen vor. Die „Tugenden“ und die „Laster“. Die vier „Tugenden“ sind als hehre selbstsichere Persönlichkeiten dargestellt, zwei davon mit Helm und Lanze, die anderen mit Schild und Schwert. Zu ihren Füßen winden und verdrehen sich die „Laster“, kaum noch menschenähnliche, eher „verkrüppelte“ Personen, mit zu Fratzen verzogenen Gesichtern.
Über der zweigeschossigen Fassade, im Zentrum einer glatten, nicht strukturierten, ansonsten leeren Fläche ist die größte Skulptur der Westfront angeordnet. Es ist ein aufrecht stehender Engel in fußlangem Gewand und nur noch mit einem ausgebreiteten Flügel. Mit seiner linken Hand, die in Hüfthöhe senkrecht nach oben weist, hält er zwischen Daumen und den Fingern einen Gegenstand, der nicht mehr vollständig erhalten ist. Vermutlich ist es der Fuß eines Kelches, auf den die rechte Hand zu weisen scheint. Die Figur ist errichtet auf einer Konsole, die von zwei Hunden unterfangen wird, mit aufgefächerten Schwänzen.

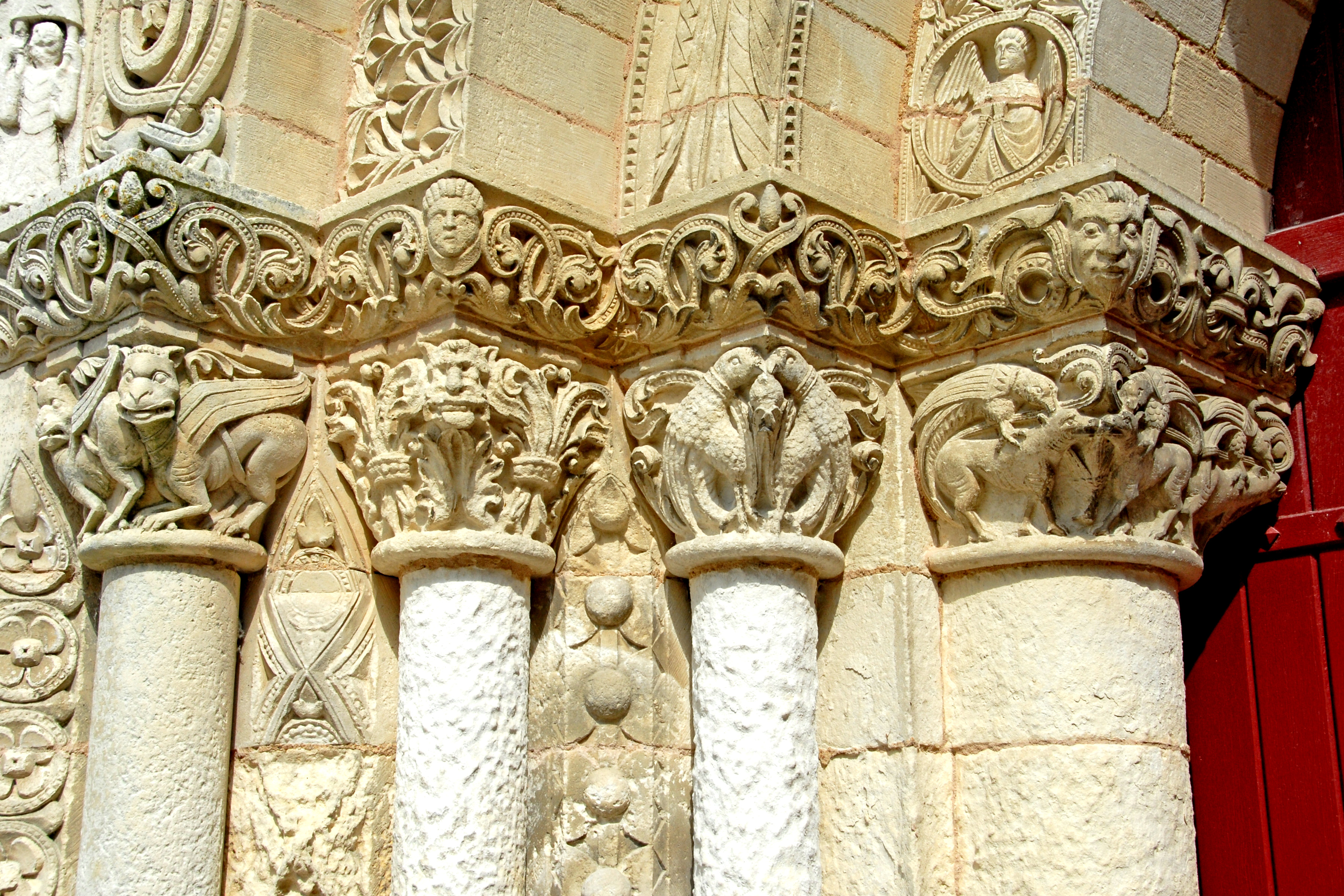
Corme-Royal, Kapitelle und Kämpfer Hauptportal
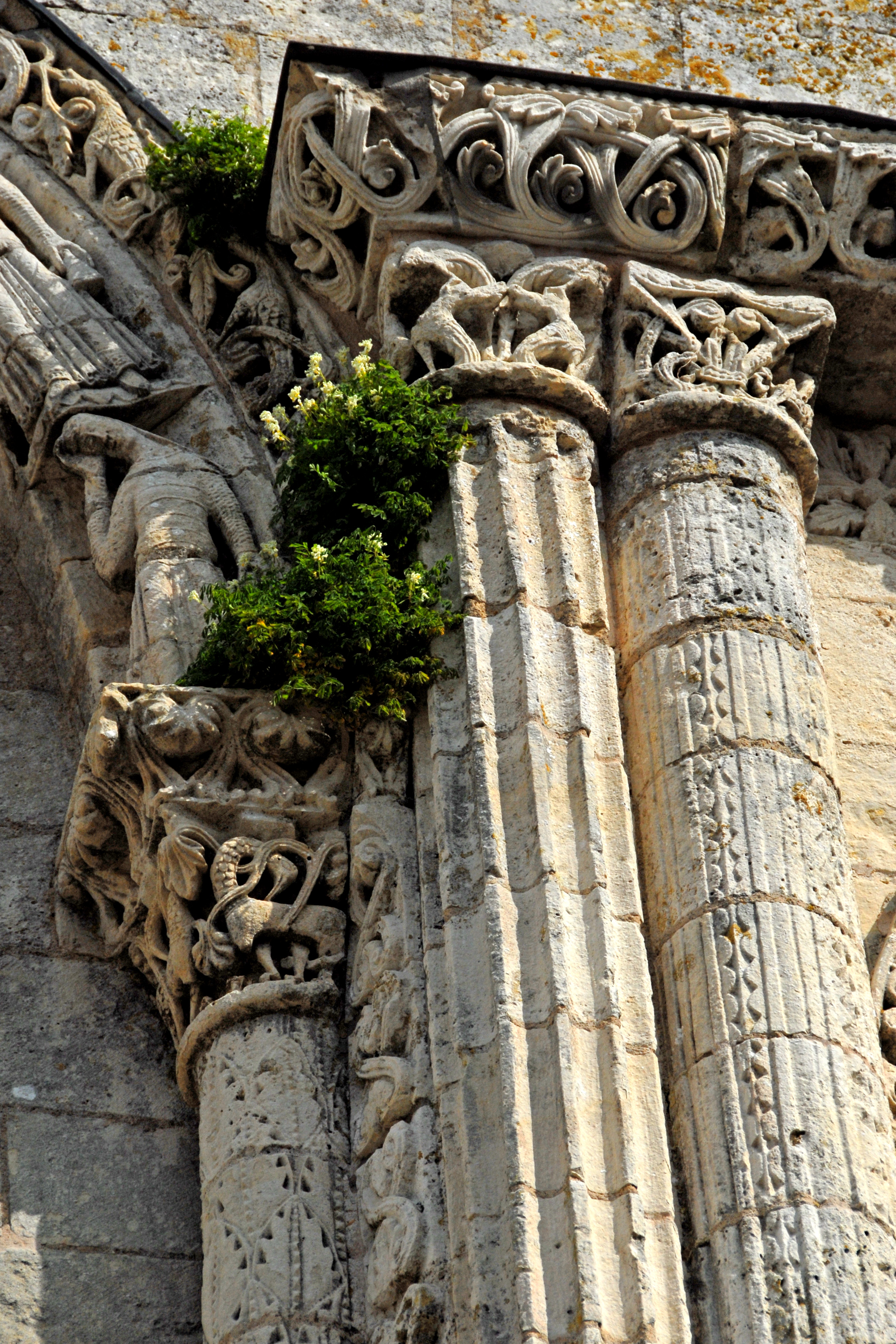
Corme-Royal, Doppelstützen rechts neben Archivoltenfenster
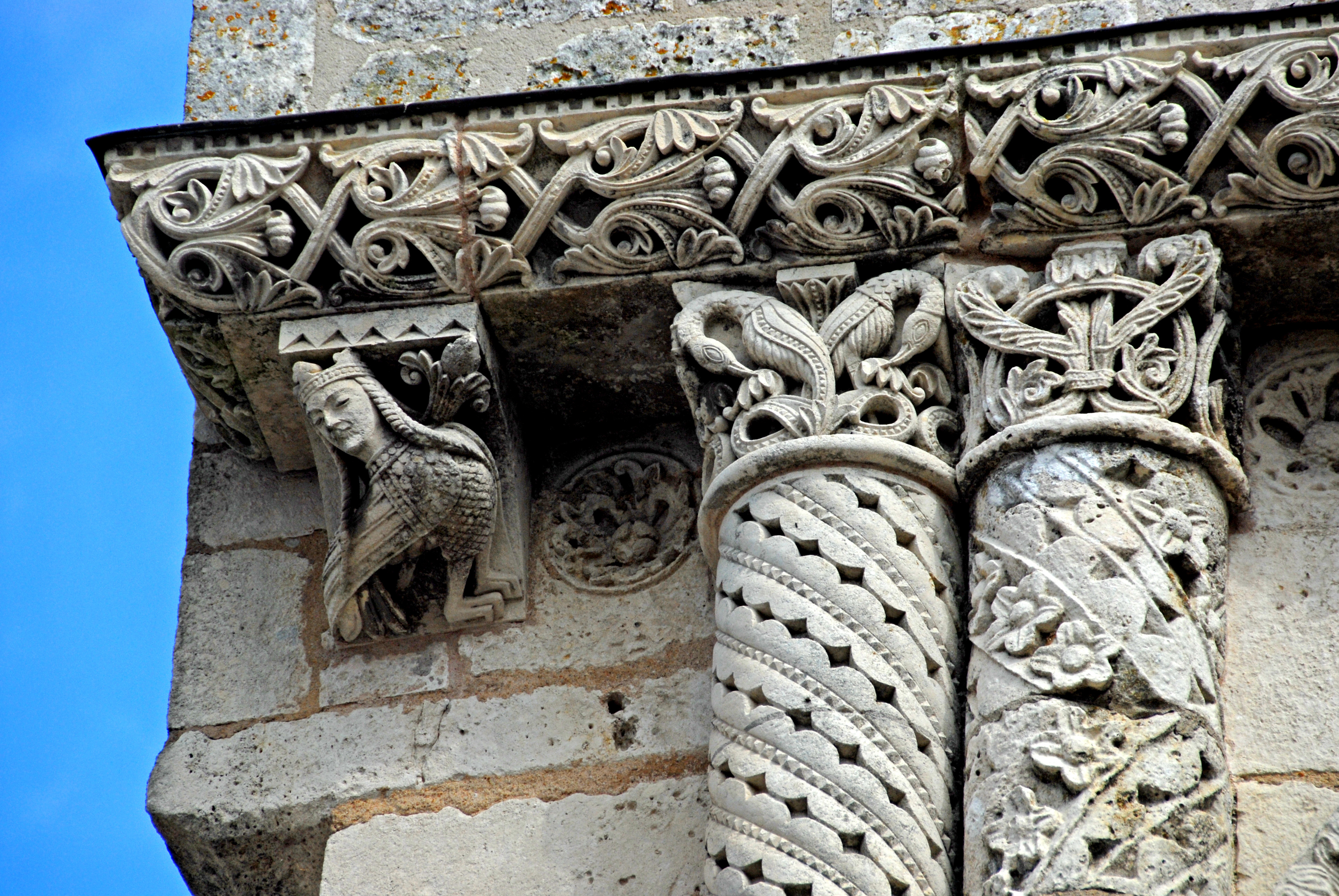
Corme-Royal, Kraggesims und Kapitelle über Obergeschoss
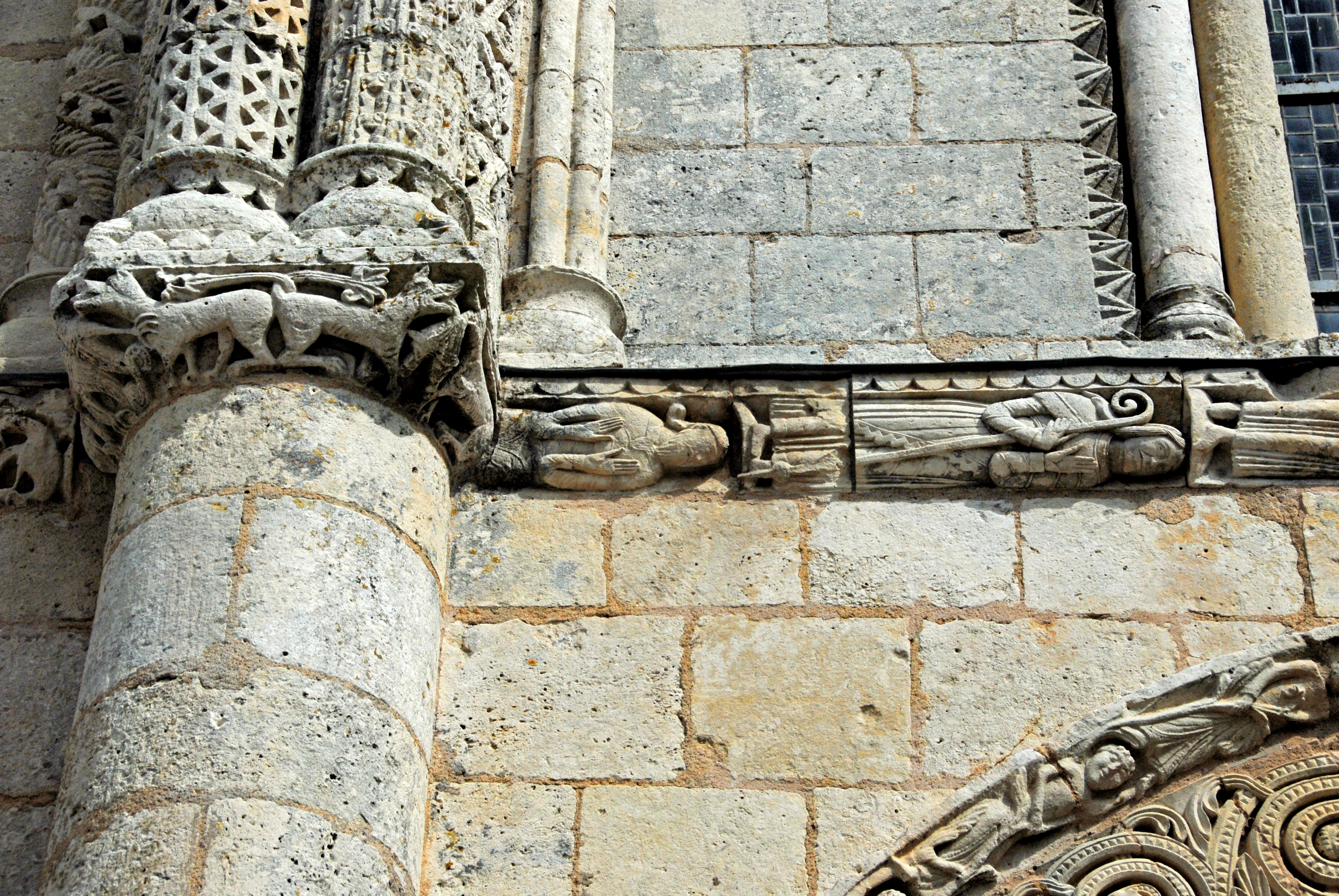
Corme-Royal, Gesims über Hauptportal und Pfeilervorlage